# Potgietersrus
Potgietersrus (ancienne Vredenburg), également appelée Mokopane depuis 2003, est une petite ville d'Afrique du Sud située dans la province du Limpopo dans le nord du Transvaal entre les montagnes du Waterberg et celles de Strydpoort.
La ville de Potgietersrus fut fondée en 1858 et baptisée en l'honneur de Piet Potgieter (1822-1854), fils du voortrekker Hendrik Potgieter. 

## Étymologie
Potgietersrus signifie en afrikaans « le repos de Potgieter ». Depuis 2003, la ville a pris le nom de Mokopane en référence au chef Makapan. Les deux noms sont d'usage courant.  

## Localisation
Potgietersrus/Mokopane est située entre Naboomspruit et Pietersburg et est accessible par l'autoroute N1 depuis Pretoria. La localité est à 200 km au nord de Pretoria et à 60 km au sud de Pietersburg.

## Démographie
Selon le recensement de 2011, Potgietersrus/Mokopane compte 30 151 habitants, majoritairement noirs (66,68 %). Les Blancs et les indo-asiatiques représentent respectivement 27,62 % et 4,44 % des habitants.
Héritage de la ségrégation et de l'apartheid, les blancs, essentiellement des Afrikaners, sont majoritaires dans le quartier de Impala Park (64,61 % des 4 575 habitants), dans celui de Trim Park (73,74 % des 1 192 habitants) et dans les secteurs ruraux ou semi-ruraux de Mokopane SP et de Planknek Estate SH. Les indo-asiatiques sont majoritaires dans le quartier d'Akasia (68,78 % des 1 487 habitants). Les anciens quartiers blancs de Mokopane Central et de Chroom Park ainsi que le secteur rural de Oorlogsfontein SH sont pour leur part devenus mixtes avec une population noire devenue majoritaire (un peu plus de 50 % des résidents) et une population blanche encore importante (plus de 40 % des habitants),. Les quartiers de Nylpark (2 104 habitants) et de Piet Potgietersrust Ext 19 (10 872 habitants) sont les principales zones de résidence des populations noires (plus de 98 % des résidents).
Le sepedi est la langue maternelle majoritairement utilisée par la population locale (46,51 %) devant l'afrikaans (27,62 %).

## Historique

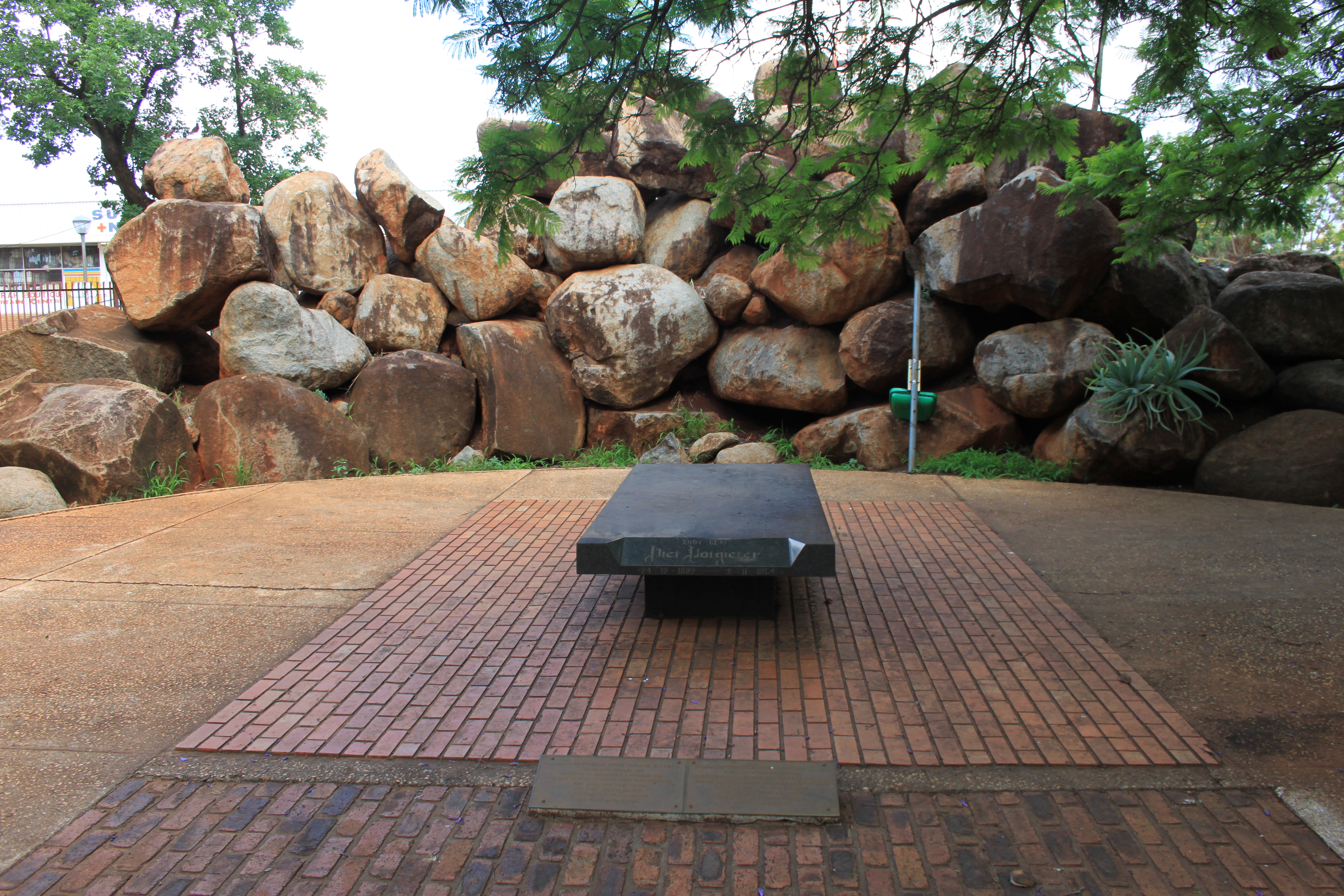
Tombe de Piet Potgieter (1822-1854) sur Ruiter road

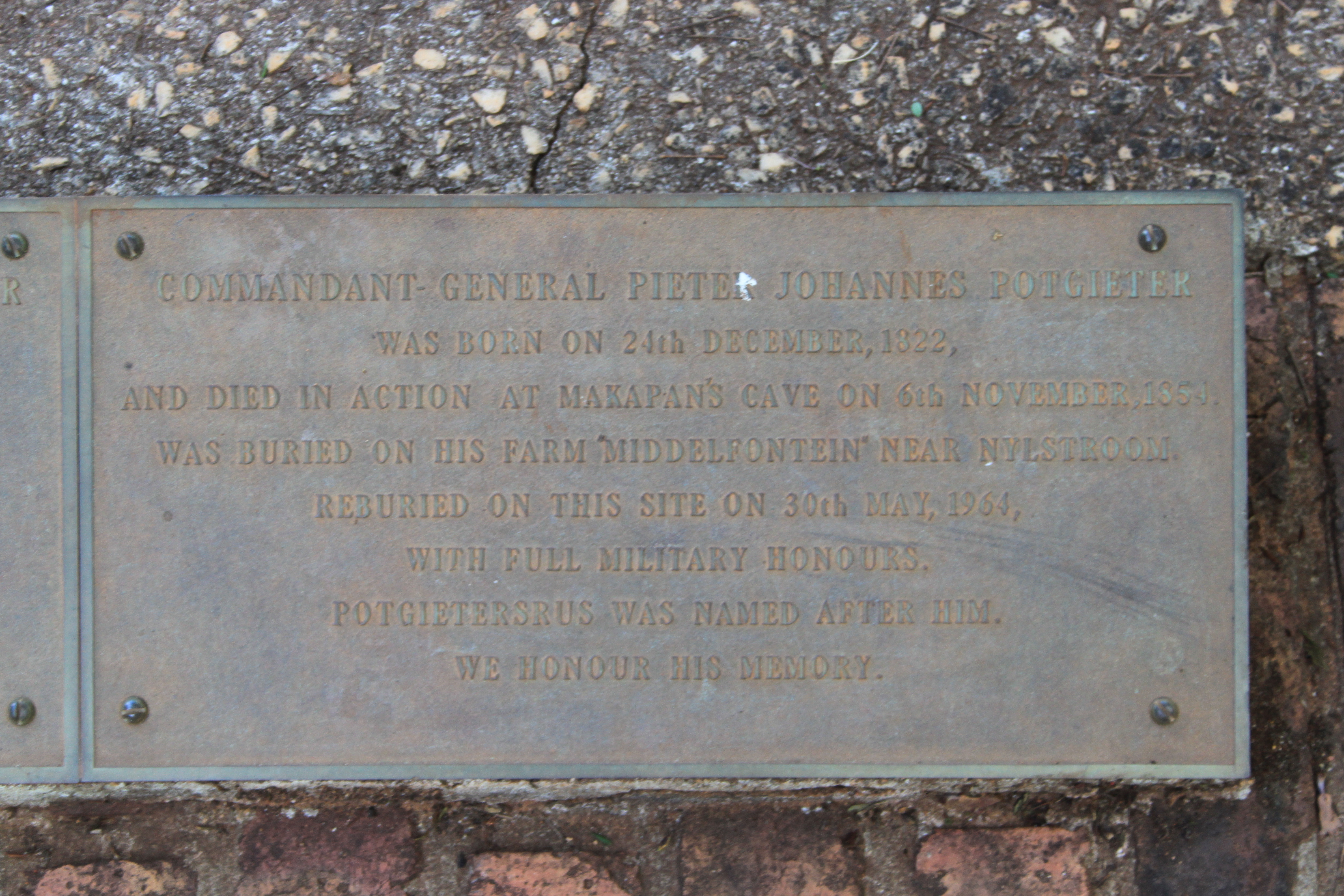
Plaque commémorative en l'honneur de Piet Potgieter sur le site de Ruiter road où il fut ré-enterré en 1964

En 1852, le chef voortrekker Hendrik Potgieter fondait la localité de Vredenburg pour célébrer sa réconciliation avec Andries Pretorius.
En septembre 1854, 23 hommes, femmes et enfants boers, qui participaient à une expédition de chasse sous le commandement de Hermanus Potgieter, frère du leader voortrekker, étaient massacrés à Mooddrift, à 11 km au sud du futur Potgietersrus, par le Chef ndebele de la tribu Tlou, Makapan (ou Mokopane). Hermanus Potgieter fut lui-même écorché vif sur ordre de Makapan qui souhaitait récupérer ses intestins pour préparer une mixture médicinale pour ses chasseurs.
Les Boers de la région furent appelés pour former alors des commandos sous le commandement de Marthinus Wessel Pretorius et de Piet Potgieter, le neveu d'Hermanus Potgieter. Ils pourchassèrent Makapan et 3000 de ses hommes. Réfugiés dans une grotte, ces derniers furent assiégés entre le 25 octobre et le 21 novembre 1854. Plus de 700 des hommes de Makapan furent tués alors qu'ils tentaient de s'extraire de la grotte. Piet Potgieter fut lui-même tué alors qu'il dirigeait un assaut. Son corps fut extrait des lieux par le jeune Paul Kruger, le jeune commandant du district de Rustenburg. Au bout de presque 30 jours de siège, les assiégés se rendirent. Les Boers pénétrèrent alors dans la grotte où ils découvrirent les corps de plus de 1 500 guerriers de Makapan, morts de soif et de faim. Durant le siège, le chef Tlou et plusieurs de ses hommes étaient ainsi parvenus à prendre la fuite à la faveur de l'obscurité de la nuit.
En 1858, la localité de Vredenburg était rebaptisé "Pieter Potgietersburg" (ou Pietpotgietersrust) par le gouvernement du Transvaal afin de rendre hommage à Piet Potgieter.
Située dans une zone en proie à une forte insécurité et au paludisme, la localité fut abandonnée par ses habitants en 1860. Elle ne fut rétablie qu'en 1890.
En 1904, elle prit le nom abrégé de Potgietersrust, orthographié en néerlandais alors que la ville réunissait son premier conseil municipal sous l'autorité de Anna Catharina van der Merwe.
En 1923, Potgietersrust se sépara de l'autorité administrative du district de Waterberg duquel elle dépendait.
En 1935, la ville devenait une municipalité et en 1939 prenait le nom afrikaans de Potgietersrus (sans la lettre T).
En 1947, des fossiles d'un australopithèque âgé de plus de 3 millions d'années sont découverts à Potgietersrus.
Après 1994 et les premières élections multiraciales, la nouvelle administration locale dirigée par l'ANC se retrouva en prise avec la population blanche résolument conservatrice et hostile à la suppression des écoles de langue exclusivement afrikaans, dorénavant obligées de diffuser un enseignement également en anglais.
En 1999, la municipalité locale de Potgietersrus adopta le nouveau nom de Mogalakwena, rassemblant les villes et localités de Potgietersrus, Bakenberg et Koedoesrand/ Rebone.

## Changement de nom
En 2002, dans le cadre de leur politique de suppression de la toponymie afrikaner, les autorités provinciales font rebaptiser la ville de Potgietersrus du nom de Mokopane (Makapan) mais le nouveau toponyme est difficilement entré en usage. L'ancien nom reste notamment utilisé dans les conversations courantes.

## Administration

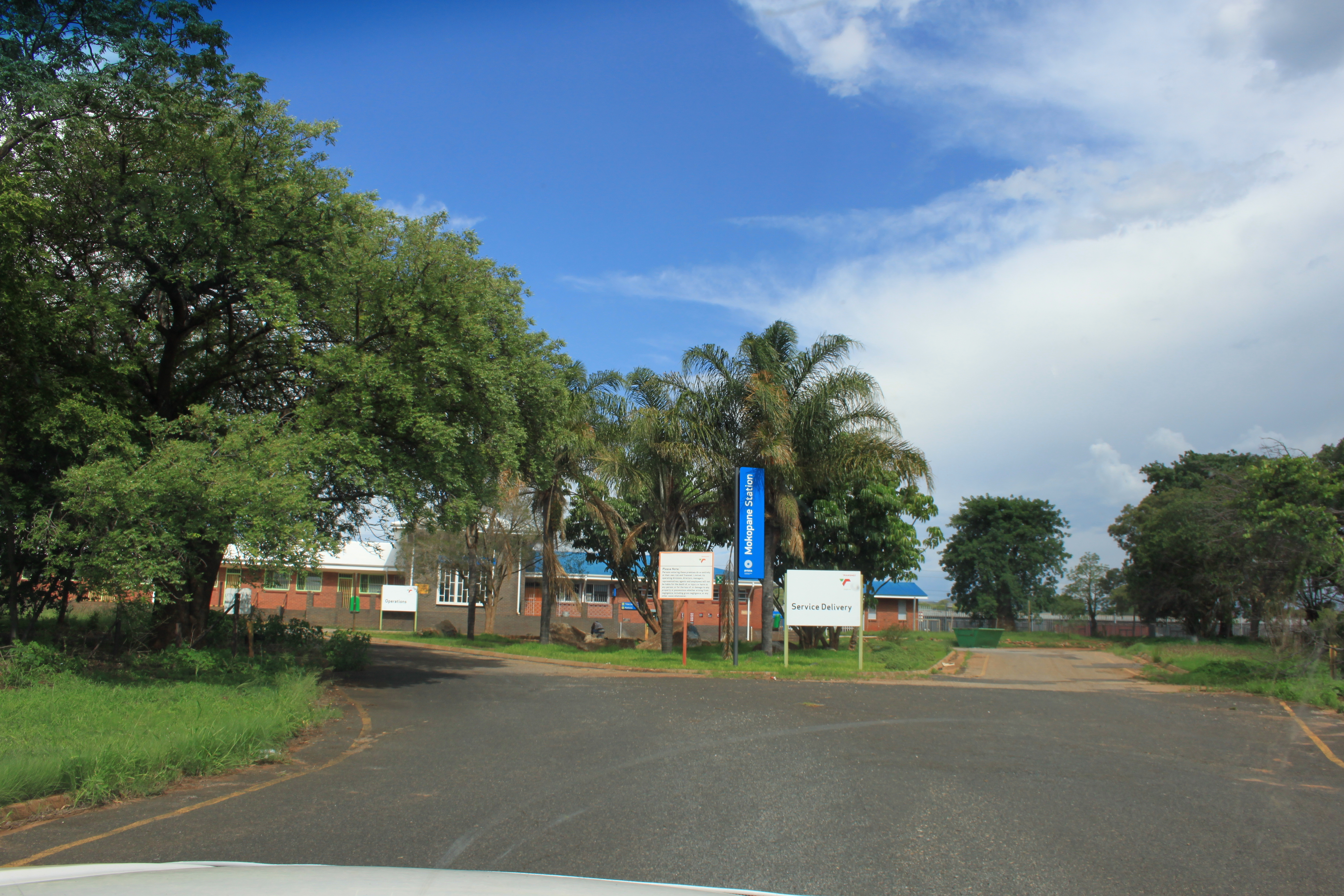
Voor Street

Avec 6 autres municipalités locales dont celles de Modimolle/Nylstroom et Bela Bela/Warmbath, Mogalakwena fait partie du district municipal de Waterberg qui comprend en tout 620 mille habitants.
Mogalakwena est la plus importante municipalité de ce district avec ses 280 000 habitants.

### Liste (partielle) de maires de Potgietersrus
- L. C. Botha
- M.P.A. Ackermann, maire (NP) en 1960
- Darling Calitz
- Mmoleng Boysea Thole (ANC), maire de Greater Potgietersrus (1995-1998)
- Obed Madimetja Mathiane (ANC), maire de Greater Potgietersrus (1998-2000)

## Tourisme
Potgietersrus (Mokopane) est une ville typiquement afrikaner dont les rues sont bordées de jacarandas.
Les sites touristiques principaux sont le monument à la famille Potgieter à Mooddrift, la tombe de Piet Potgetier, la grotte Makapansgat et le musée Arend Dieperink consacré à l'histoire locale.

## Odonymie locale
| Anciens noms de rue avant 2005 | Nouveaux noms     |
| ------------------------------ | ----------------- |
| Potgieter Drive                | Nelson Mandela Dr |
| Voortrekker Road               | Thabo Mbeki Dr    |
| Vredenburg Street              | Dudu Madisha Dr   |

## Personnalités locales
- Schalk David Pienaar (1953-2022), avocat et député (conservateur) de Potgietersrus de 1987 à 1994[6],[7].